# Hovuni
Hovuni (in armeno Հովունի?) è un comune di 687 abitanti (2001) della provincia di Shirak in Armenia.